# Renegade (canción de Styx)
«Renegade» es una canción de rock del grupo estadounidense Styx, lanzado como tercer sencillo de su disco de estudio Pieces of Eight. Aunque el compositor Tommy Shaw y el guitarrista del grupo, James Young, solían tocar la guitarra solista en sus propias composiciones, Shaw preguntó a Young si podía tocar el solo en Renegade. Young accedió, y más tarde le devolvió el favor permitiendo a Shaw tocar la guitarra solista en Half-Penny, Two-Penny, en el álbum Paradise Theatre. Cuando se interpretó en directo entre 1978 y 1983, el batería John Panozzo aumentó el tempo de la batería durante las secciones del solo de guitarra. Además, el tema sirvió como solo de batería para Panozzo durante ese periodo.

## Antecedentes
La canción narra en primera persona la historia de un forajido, en busca y captura y con una recompensa por su cabeza, que reconoce que está a punto de ser ejecutado por sus actividades criminales. La ejecución será en la horca, mientras el forajido se lamenta: "El verdugo está bajando de la horca y no me queda mucho tiempo". Algunas tiradas del single se hicieron con vinilo rojo translúcido. Años después de su lanzamiento sigue siendo un tema básico en las listas de radio de rock clásico, y suele ser la última canción que Styx toca en sus conciertos.

## Crítica
Cash Box dijo que "se abre con un delicado canto a capella que de repente rompe en un potente ritmo de batería y guitarra rítmica". Record World la llamó una "balada de historia con voces de alta armonía y una fuerte pista de rock" y dijo que tenía que ser lanzada como single debido al fuerte juego AOR.
El crítico de Classic Rock, Malcolm Dome, la calificó como la segunda mejor canción de Styx, alabando especialmente el solo de guitarra de Young.

## Personal
- Tommy Shaw - voz principal, guitarra rítmica, solista
- Dennis DeYoung - teclados, coros
- James Young - guitarra solista, coros
- Chuck Panozzo - bajo
- John Panozzo - batería

## Posición en listas
| Listas (1979)                      | Posición más alta |
| ---------------------------------- | ----------------- |
| Canadá (RPM Top Singles)           | 10                |
| Estados Unidos (Billboard Hot 100) | 16                |
| Estados Unidos (Cash Box Top 100)  | 18                |

## En la cultura popular
La canción ha sido usada en diversas ocasiones en el cine y la televisión.
- En la serie Freaks and Geeks, para evocar la estética de los años 1970.[6]
- En Supernatural, en el episodio 12 de su segunda temporada, cuando los personajes de Sam y Dean tratan de escapar de ser capturados por el FBI.[7]
- En la película Billy Madison (1995).
- En el videojuego Grand Theft Auto IV y en su expansión Grand Theft Auto: Episodes From Liberty City  (2008).
- En la serie The Umbrella Academy, aparece en el episodio 4 de su segunda temporada (2020), ambientada en las semanas previas al asesinato de John Fitzgerald Kennedy en Dallas.
- En el tráiler usado por Netflix para promocionar la segunda temporada de Narcos (2016).[8]